# Edmund Gripenhielm (rector illustris)
Edmund Gripenhielm, född okänt datum, död 2 september 1731 i Halle, var en svensk friherre och rector illustris för Lunds universitet.

## Biografi
Gripenhielm var son till bergmästaren i Skåne och Småland Edmund Gripenhielm och sonson till Emund Gripenhielm. Under sin studietid vid Lunds universitet utnämndes han till rector illustris, en för tiden vanlig hedersbetygelse för sönerna till högt uppsatta adliga män i staten. Som tjänstgörande prorektor utsågs professorn i grekiska Petrus Estenberg. Under sin tid som rector illustris närvarade Gripenhielm vid riksdagen 1726–1727 och företrädde där universitetets intressen.
Gripenhielm betecknades som ”lika utmärkt för sitt ädla hjerta som lyckliga snille”, och fick ett stipendium för studier i mekanik vid Bergskollegium. Han avled dock ung i Halle under en studieresa till Sachsen.